# Președintele Serbiei și Muntenegrului
Președintele Serbiei și Muntenegrului (în sârbă Председник Србије и Црне Горе) a fost șeful de stat ales al Serbiei și Muntenegrului. De la înființarea sa în 1992 până în 2003, când țara a fost reconstituită ca o confederație (uniune statală), șeful statului era cunoscut ca Președintele Republicii Federale Iugoslave (în sârbă Председник Савезне Републике Југославије). Odată cu reformele constituționale din 2003 și fuzionarea birourilor șefului de guvern și al șefului statului, titlul complet al președintelui era președintele Serbiei și Muntenegrului și președintele Consiliului de Miniștri al Serbiei și Muntenegrului (în sârbă Председник Србије и Црне Горе / Председник Савета министара Србије и Црне Горе). În 2006 biroul a fost desființat odată cu dizolvarea uniunii statale, cu Serbia și Muntenegru devenind țări independente.

## Autoritate
În calitate de șef al statului, președintele a avut puterea de a:
- reprezenta țara acasă și în străinătate
- numi și rechema șefii misiunilor diplomatice și consulare
- primi scrisori de credință și de rechemare a reprezentanților diplomatici străini
- conferi medalii și alte decorațiuni
- promulga legile adoptate de Parlament
- cere alegeri parlamentare

În 2003, prerogativele președintelui au fost extinse pentru a include dreptul de a prezida Consiliul de Miniștri și de a propune componența Consiliului de Miniștri în Parlament, îmbinând efectiv puterile șefului de guvern în biroul prezidențial.

## Alegeri
Din 1992 până în 2000, președintele a fost ales la propunerea președintelui și vicepreședintelui Adunării Federale a Iugoslaviei pentru un mandat de patru ani. După amendamentele constituționale din 2000, au fost introduse alegeri directe pentru funcția de președinte. După reformele constituționale din 2003, președintele a fost ales la propunerea președintelui și vicepreședintelui parlamentului Serbiei și Muntenegrului pentru un mandat de patru ani. Președintele Serbiei și Muntenegrului a fost membru al Consiliului Suprem de Apărare alături de Președintele Serbiei și Președintele Muntenegrului.
Rezultatele alegerilor prezidențiale directe din 2000 au fost următoarele:
| Candidat            | Din partea                                                 | Voturi    | %     |
| ------------------- | ---------------------------------------------------------- | --------- | ----- |
| Vojislav Koštunica  | Demokratska opozicija Srbije (DOS)                         | 2.470.304 | 50,24 |
| Slobodan Milošević  | SPS–JUL–SNP                                                | 1.826.799 | 37,15 |
| Tomislav Nikolić    | Srpska radikalna stranka, SRS                              | 289.013   | 5,88  |
| Vojislav Mihailović | Srpski pokret obnove, SPO                                  | 145.019   | 2,95  |
| Miodrag Vidojković  | Partidul Afirmativ al Serbiei (Afirmativna stranka Srbije) | 45.964    | 0,93  |
| Total (din 71,5 %)  | Total (din 71,5 %)                                         | 4.778.929 | 100.0 |
| Invalide            | Invalide                                                   | 137.991   |       |
| Total voturi        | Total voturi                                               | 4.916.920 |       |
| Alegători eligibili | Alegători eligibili                                        | 6.871.595 |       |

## Lista președinților
Au existat șase președinți ai RF Iugoslavia (doi interimari) după afirmarea independenței față de Republica Socialistă Federativă Iugoslavia (SFRY) în 1992 până la dizolvarea sa în 2003. Svetozar Marović de la Partidul Democrat al Socialiștilor din Muntenegru a fost singurul președinte al RF Iugoslavia după reformele constituționale și reconstituirea sa ca o confederație. El a intrat în funcție la 7 martie 2003. După declararea independenței Muntenegrului, la 3 iunie 2006, Președintele a anunțat, la 4 iunie 2006, încetarea mandatului său.
      Partidul Socialist din Serbia
      Partidul Democrat din Serbia
      Partidul Democrat al Socialiștilor din Muntenegru
      Independent
| No.                                                               | Șeful Statului     | Șeful Statului              | Durata de viață | Preluarea mandatului | Părăsirea funcției | Partid                                                           | Reprezentând | Note |
| ----------------------------------------------------------------- | ------------------ | --------------------------- | --------------- | -------------------- | ------------------ | ---------------------------------------------------------------- | ------------ | --- |
| Președinții Republicii Federale Iugoslavia 1992–2003              |                    |                             |                 |                      |                    |                                                                  |              | |
| 1                                                                 | Dobrica Ćosić      | Dobrica Ćosić               | 1921–2014       | 15 iunie 1992        | 1 iunie 1993       | Independent                                                      | Serbia       | |
| N/A                                                               | Miloš Radulović    | Miloš Radulović (interimar) | 1929–2017       | 1 iunie 1993         | 25 iunie 1993      | Partidul Democrat al Socialiștilor din Muntenegru                | Muntenegru   | Interimar |
| 2                                                                 | Zoran Lilić        | Zoran Lilić                 | 1953–           | 25 iunie 1993        | 25 iunie 1997      | Partidul Socialist din Serbia                                    | Serbia       | |
| N/A                                                               | Srđa Božović       | Srđa Božović (interimar)    | 1955–           | 25 iunie 1997        | 23 iulie 1997      | Partidul Democrat al Socialiștilor din Muntenegru                | Muntenegru   | interimar |
| 3                                                                 | Slobodan Milošević | Slobodan Milošević          | 1941–2006       | 23 iulie 1997        | 7 octombrie 2000   | Partidul Socialist din Serbia                                    | Serbia       | Forțat să demisioneze în Revoluția Bulldozer (Bager revolucija).                                               |
| 4                                                                 | Vojislav Koštunica | Vojislav Koštunica          | 1944–           | 7 octombrie 2000     | 7 martie 2003      | Partidul Democrat din Serbia (Demokratska opozicija Srbije, DOS) | Serbia       | Singurul președinte ales prin alegeri directe                                                                  |
| Președintele Uniunii statale a Serbiei și Muntenegrului 2003–2006 |                    |                             |                 |                      |                    |                                                                  |              | |
| 5                                                                 | Svetozar Marović   | Svetozar Marović            | 1955–           | 7 martie 2003        | 3 iunie 2006       | Partidul Democrat al Socialiștilor din Muntenegru                | Muntenegru   | Și șef al guvernului ca Președinte al Consiliului de Miniștri al Serbiei și Muntenegrului (funcții unificate). |

## Foști președinți în viață
| Nume               | În funcție | Data nașterii  |
| ------------------ | ---------- | -------------- |
| Zoran Lilić        | 1993–1997  | 27 august 1953 |
| Vojislav Koštunica | 2000–2003  | 24 martie 1944 |
| Svetozar Marović   | 2003–2006  | 31 martie 1955 |